# Like It
 «Like It» — пісня у виконанні білоруської співачки ZENA. Вона представляла Білорусь на конкурсі Євробачення 2019.

## Євробачення
Пісня представляє Білорусь на пісенному конкурсі Євробачення-2019, після того, як ZENA була обрана через національний відбір Білорусі. 28 січня 2019 року було проведено спеціальний розіграш, який помістив кожну країну в один з двох півфіналів, а також у якій половині шоу вони виступатимуть. Білорусь була розміщена в першому півфіналі, який відбувся 14 травня 2019 року, й виступила у першій половині шоу. Після того, як всі конкуруючі пісні для конкурсу 2019 року були випущені, порядок виконання півфіналів вирішувався виробниками шоу, а не через інший розіграш, так що подібні пісні не розміщувалися поруч один з одним. Білорусь виступила 8-ю та пройшла до гранд-фіналу, який відбудеться 18 травня.

## Трек-лист
| Digital download | Digital download | Digital download |
| #                | Назва            | Тривалість       |
| ---------------- | ---------------- | ---------------- |
| 1.               | «Like It»        | 3:01             |